# Bitwa 4 lutego 1781
Bitwa 4 lutego 1781 – starcie na Morzu Karaibskim 4 lutego 1781 roku, podczas IV wojny angielsko-holenderskiej, w wyniku którego brytyjska eskadra przechwyciła i zagarnęła holenderski konwój. W nierównej walce zginął dowódca eskortującego konwój liniowca, wiceadmirał Willem Krul.
Wyspa Sint Eustatius, z racji neutralności Holandii, była ważnym centrum handlowym, dostarczającym także zaopatrzenie wszystkim walczącym stronom. Większe korzyści odnosili z tego Francuzi i Amerykanie, ponieważ mieli mniej baz niż Brytyjczycy, a ponadto sympatie Holendrów skłaniały się bardziej ku tym pierwszym. Gdy więc 27 stycznia przyszedł pilny list z Londynu nakazujący atak na posiadłości holenderskie, adm. George Rodney natychmiast ruszył ze swoją eskadrą, by zająć wyspę.
Rodney otrzymał też informację, że z Sint Eustatius wypłynął konwój 30 statków (P. Wieczorkiewicz podaje liczbę 24 jednostek)z cennym ładunkiem w eskorcie jednego holenderskiego okrętu liniowego o 60 działach (statki te opuściły wyspę na 36 godzin przed przybyciem tam sił brytyjskich). Wysłał więc komandora Reynoldsa na czele niewielkiej eskadry z poleceniem ścigania Holendrów aż do szerokości geograficznej Bermudów. Reynolds miał pod swoją komendą okręty liniowe „Monarch” i „Panther” oraz fregatę „Sibyl”.
Brytyjczycy doścignęli konwój niedaleko wyspy Sint Maarten już 4 lutego, dzień po tym, jak siły główne zajęły Sint Eustatius. Reynolds miał znaczącą przewagę: „Monarch” niósł 74 działa, „Panther” – 60, a „Sibyl” – 28. Holenderskiego konwoju strzegł jedynie okręt liniowy „Mars” o 60 działach. Mimo to holenderski dowódca przyjął bitwę i podjął walkę z „Monarchem”, zginął jednak wkrótce po rozpoczęciu starcia. Wobec beznadziejności dalszej walki, „Mars” opuścił banderę. Pozostałe okręty brytyjskie w międzyczasie zapobiegły ucieczce statków handlowych. 
Rodney przyjął „Marsa” do brytyjskiej służby jako HMS „Prince Edward” i oddał go pod komendę kmdr. George’a Pulteneya, a następnie kmdr. Jamesa Macnamary. Odesłany do Wielkiej Brytanii w eskorcie konwoju z łupami od St. Eustatius, uczestniczył w potyczce z francuską eskadrą adm. Picquet de la Motte. W bitwie tej przepadła większość brytyjskiej zdobyczy. „Prince Edward” służył później jako hulk mieszkalny, dopóki nie został sprzedany w Chatham za 680 funtów w 1802 roku.